# Оук-Біч-Кептрі (Нью-Йорк)
Оук-Біч-Кептрі (англ. Oak Beach–Captree) — переписна місцевість (CDP) в США, в окрузі Саффолк штату Нью-Йорк. Населення — 286 осіб (2010).

## Географія
Оук-Біч-Кептрі розташований за координатами 40°39′3″ пн. ш. 73°16′21″ зх. д. / 40.65083° пн. ш. 73.27250° зх. д. (40.650796, -73.272514).  За даними Бюро перепису населення США в 2010 році переписна місцевість мала площу 9,52 км², з яких 7,14 км² — суходіл та 2,38 км² — водойми.

## Демографія
Згідно з переписом 2010 року, у переписній місцевості мешкало 286 осіб у 129 домогосподарствах у складі 80 родин. Густота населення становила 30 осіб/км².  Було 241 помешкання (25/км²).
Расовий склад населення:
| - 97,6 % — білих - 1,0 % — азіатів - 0,3 % — чорних або афроамериканців |

До двох чи більше рас належало 1,0 %. Частка іспаномовних становила 8,0 % від усіх жителів.
За віковим діапазоном населення розподілялося таким чином: 15,7 % — особи молодші 18 років, 60,9 % — особи у віці 18—64 років, 23,4 % — особи у віці 65 років та старші. Медіана віку мешканця становила 51,4 року. На 100 осіб жіночої статі у переписній місцевості припадало 100,0 чоловіків;  на 100 жінок у віці від 18 років та старших — 100,8 чоловіків також старших 18 років.
Цивільне працевлаштоване населення становило 48 осіб. Основні галузі зайнятості: будівництво — 79,2 %, освіта, охорона здоров'я та соціальна допомога — 20,8 %.